# Aeroporto Nazionale di Washington-Ronald Reagan
L'Aeroporto Nazionale di Washington Ronald Reagan (IATA: DCA, ICAO: KDCA, FAA LID: DCA), abbreviato spesso come Reagan o semplicemente DCA, è un aeroporto nazionale posto lungo il fiume Potomac, nella Contea di Arlington in Virginia, a circa 8 km dal centro della capitale statunitense Washington.
È l'aeroporto più vicino al centro della capitale e serve 91 destinazioni nonstop. Non è attrezzato con le strutture per il controllo passaporti della CBP, per questo viene utilizzato solamente per voli interni ed il traffico internazionale o intercontinentale viene gestito presso l'Aeroporto Internazionale di Washington-Dulles.
A causa di alcune regolamentazioni, sono vietati voli più lunghi di 1 250 miglia terrestri. Inoltre, l'avvicinamento all'aeroporto risulta essere uno dei più complessi al mondo vista la ridotta lunghezza delle piste, la delicata posizione vicino a Washington che richiede percorsi di avvicinamento speciali per evitare gli spazi aerei sopra gli edifici governativi o le installazioni militari, e le più restrittive norme contro l'abbattimento del rumore di tutti gli Stati Uniti.
Nel 2022 ha trasportato 24.5 milioni di passeggeri e la sua pista principale è risultata la più trafficata degli Stati Uniti.
Originariamente chiamato Washington National Airport in onore di George Washington, nel 1998 l'impianto è stato rinominato in onore dell'ex presidente Ronald Reagan.